# Hladovka
Hladovka (polonais: Głodówka) est un village de Slovaquie situé dans la région de Žilina.

## Histoire
La première mention écrite du village date de 1598.

## Démographie

### Évolution de la population
| Année:               | 1994. | 2004.   | 2014.   | 2024.   |
| -------------------- | ----- | ------- | ------- | ------- |
| Nombre de personnes: | 883   | 955     | 1036    | 1098    |
| Différence:          |       | +8,15 % | +8,48 % | +5,98 % |

| Année:               | 2023. | 2024.   |
| -------------------- | ----- | ------- |
| Nombre de personnes: | 1072  | 1098    |
| Différence:          |       | +2,42 % |